# Willem Vogt

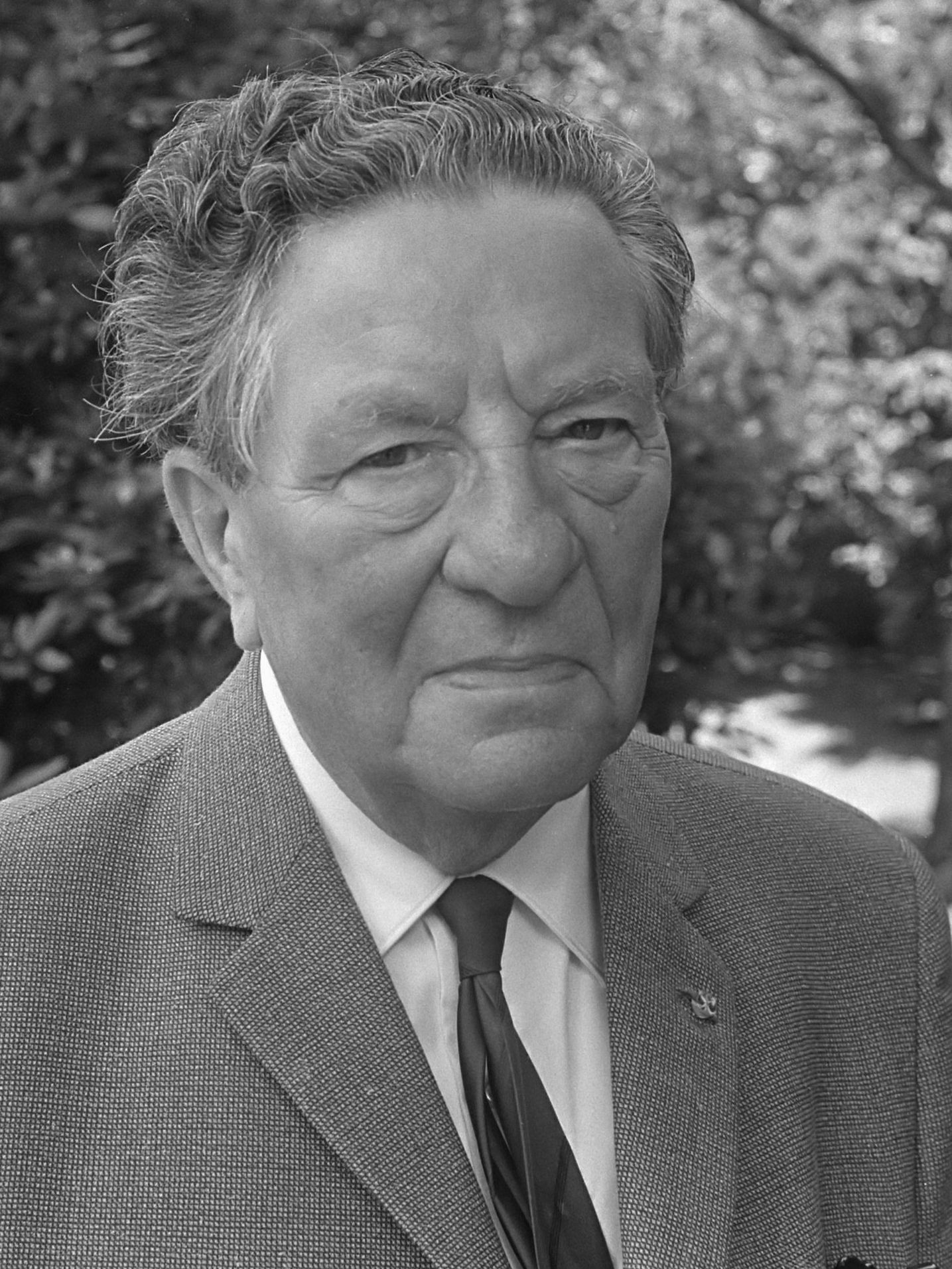
Willem Vogt (1968)

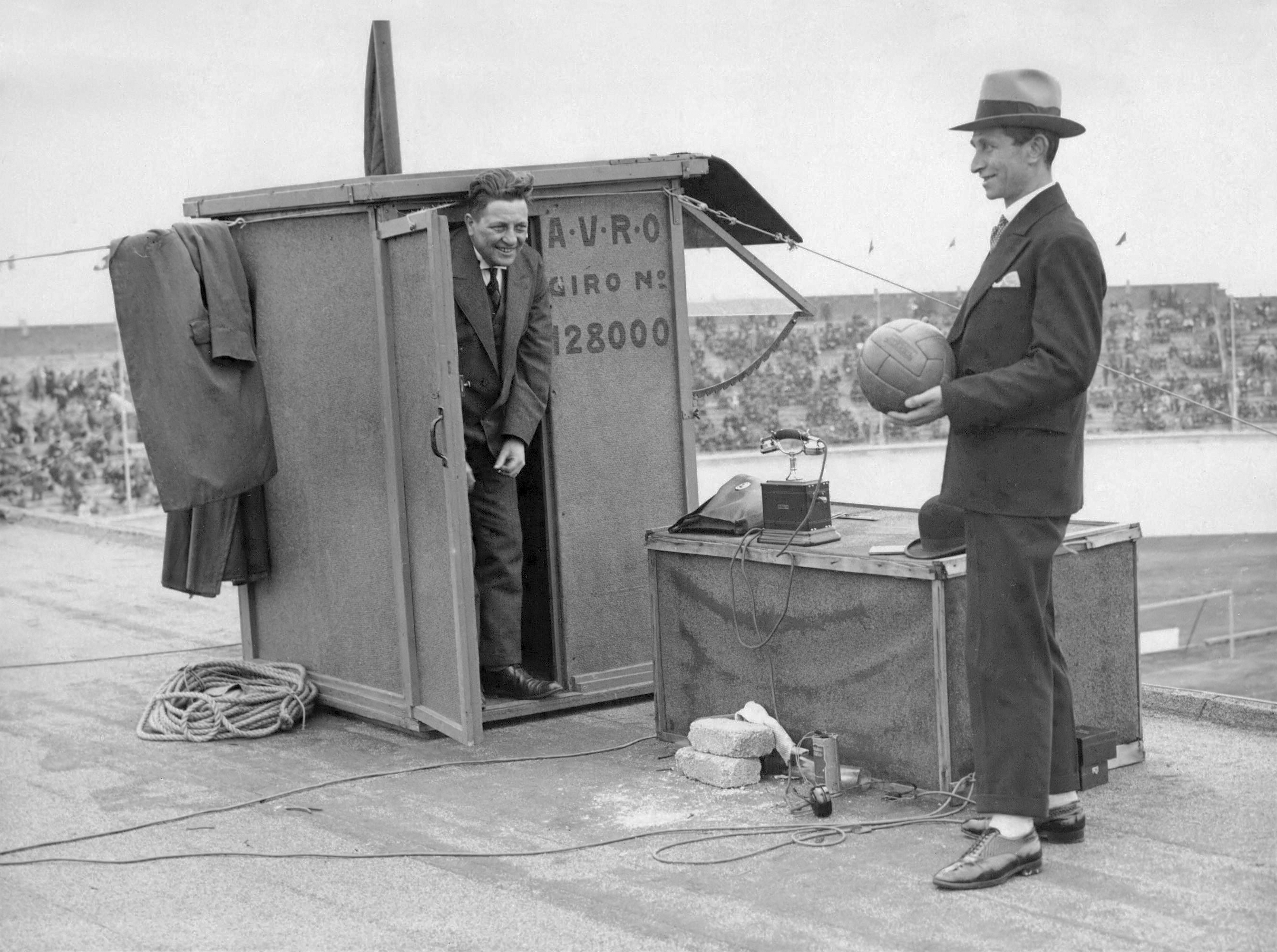
AVRO-directeur Willem Vogt (links) en de legendarische radioverslaggever Han Hollander op het dak van het Nederlandsch Sportpark in Amsterdam op 11 maart 1928.

Willem Vogt (Den Helder, 12 augustus 1888 – Blaricum, 18 juni 1973) was een Nederlands omroeppionier. Hij is het meest bekend geworden als medeoprichter en directeur van de AVRO.

## Biografie
In Vogts jeugd verrichtte Guglielmo Marconi zijn experimenten, waardoor zijn belangstelling gewekt werd. In 1904 kwam hij bij de genie, waar hij zich zelf ging bezighouden met draadloze telegrafie. Vanaf 1911 werkte hij voor de PTT in Nederlands-Indië. In Bandoeng was hij betrokken bij de opleiding van radiotelegrafisten en werd hij chef van radio-stations op Timor en Ambon. Tijdens de Eerste Wereldoorlog ving hij legercommuniqués uit Europa op voor de Nederlandse autoriteiten.
In 1920 keerde Willem Vogt terug naar Nederland. Hij trad in dienst bij de pas opgerichte Nederlandsche Seintoestellen Fabriek in Hilversum. Deze produceerde onder andere radiotoestellen en wilde uitzendingen verzorgen om de verkoop te stimuleren. De eerste vond plaats op 21 juli 1923 en Vogt trad op als presentator. Later werd er een comité gevormd van luisteraars, de HDO, waaruit in 1928 de AVRO voortkwam. Vogt werd daarvan de directeur.

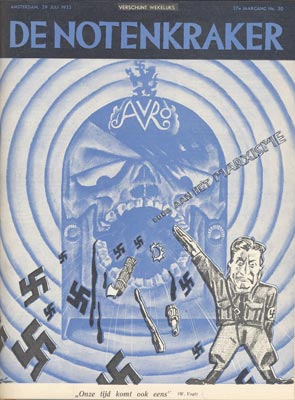
In 1933 beschuldigde het tijdschrift De Notenkraker Vogt van sympathie voor het fascisme.

In de beginjaren werkte hij ook als omroeper en verslaggever. Op 23 juli 1927 gaf hij het eerste verslag van een actuele gebeurtenis op de Nederlandse radio, van de landing op Schiphol van een KLM-vlucht uit Batavia. Naarmate zijn organisatorisch werk omvangrijker werd liet hij dat aan anderen over, maar bij grote nationale gebeurtenissen als het huwelijk van Juliana en Bernhard was hij nog prominent voor de microfoon aanwezig. 
Aanvankelijk was de AVRO de enige grote radio-omroep. De later opgerichte VARA, NCRV, KRO en VPRO hadden veel minder zendtijd. In 1930 maakte het Zendtijdbesluit hier een eind aan, waardoor de AVRO de helft van haar zendtijd verloor. Dit heeft grote invloed gehad op Vogts politieke opvattingen. Al in 1933 prees hij de eenheid die volgens hem bereikt was door Mussolini in Italië. Hij bleef zijn hele leven een voorstander van een nationale omroep, maar dat diende wel zijn AVRO te zijn.
In de jaren 30 wist Vogt van de AVRO een professionele, populaire organisatie te maken. Prominente medewerkers waren sportcommentator Han Hollander, omroeper Guus Weitzel, verslaggever Gustav Czopp en hoorspelmaker Kommer Kleijn. Veel eer legde de omroep in met de vaste uitzendingen van het Concertgebouworkest op zondagmiddag en in de populaire Bonte Dinsdagavondtrein traden befaamde artiesten op als Louis Davids en Snip en Snap.
Over de rol van Vogt in de meidagen van 1940 bestaan twee lezingen. Dick Verkijk stelde in zijn Radio Hilversum, 1940-1945: De omroep in de oorlog dat Vogt ogenblikkelijk koos voor een politiek van concessies en al het Joodse personeel ontsloeg. Loe de Jong rectificeerde zichzelf door te schrijven: "Niet alle Joodse medewerkers werden ontslagen, maar alleen diegenen hunner die aan de uitzendingen plachten deel te nemen." 
Huub Wijfjes, bijzonder hoogleraar Geschiedenis van de Nederlandse radio en televisie, meent dat het een mythe is dat Willem Vogt in mei 1940 alle Joodse AVRO-medewerkers zou hebben ontslagen. Zijn op de zuivering bij de omroep afgestudeerde collega Marnix Koolhaas bestrijdt Wijfjes' visie.
In de zomer van 1940 stuurde Vogt zijn (openlijk pro-Duitse) reportageleider L.G. Wybrands Marcussen naar Berlijn om contact te leggen met Max Blokzijl die praatjes zou kunnen houden "die meer pro-Duits zijn dan tot nu toe het geval is geweest". En in het najaar legde hij contact met de NSB om voor hun uitzendingen te verzorgen. Vogt bleef leidinggevende van de AVRO tot de bezetter in maart 1941 de omroepen verbood en verving door de Nederlandsche Omroep.
Na de bevrijding werd tegen Vogt een zuiveringsprocedure gehouden, die er uiteindelijk toe leidde dat hij zijn directiewerk bij de AVRO mocht hervatten. Maar jaren later verklaarden twee leden van de zuiveringscommissie van het ontslag van de Joodse medewerkers niet op de hoogte te zijn geweest. Hadden ze dat wel geweten, dan was hun oordeel strenger geweest. Nu kon Vogt tot 1952 directeur blijven, tot hij een conflict kreeg met AVRO-voorzitter Gustaaf de Clercq en zijn ontslag nam. Vervolgens was Vogt enige tijd technisch directeur bij de Nederlandse Radio Unie en in 1953 vertrok hij naar de Nozema waar hij werkte tot zijn dood.
Willem Vogt overleed in 1973, een maand voordat de AVRO haar 50-jarig bestaan vierde. Zijn dochter Zus Vogt was jarenlang hoofdredactrice van de Avrobode.
In 2024 zond de EO de documentaire Het Verraad van Hilversum uit, waarin onder andere aandacht werd besteed aan het ontslag van de Joodse medewerkers in 1940. Naar aanleiding daarvan besloot de AVROTROS de Willem Vogt-zaal in de oude AVRO-studio een andere naam te geven. En de gemeente Hilversum startte een historisch onderzoek, omdat Vogt in de jaren vijftig tot ereburger van die gemeente werd benoemd.